# Örkeneds landskommun
Örkeneds landskommun var en tidigare kommun i dåvarande Kristianstads län

## Administrativ historik
Den inrättades i Örkeneds socken i Östra Göinge härad i Skåne när 1862 års kommunalförordningar trädde i kraft den 1 januari 1863.
Kommunen påverkades inte av kommunreformen 1952 utan fortlevde ända fram till utgången av år 1973 varefter den förenades med Osby kommun.
I kommunen inrättades  24 november 1928 Lönsboda municipalsamhälle. Det upplöstes med utgången av år 1966.
Kommunkoden 1952–1973 var 1125.

### Kyrklig tillhörighet
I kyrkligt hänseende tillhörde kommunen Örkeneds församling.

## Kommunvapnet
Blasonering: I fält av silver tre bjälkvis ordnade gröna granar, de båda yttre med en svart orrtupp med beväring av guld i toppen, den högra vänstervänd. 
Vapnet fastställdes av Kungl Maj:t den 14 september 1944. I samband med kommunens upplösning år 1974 förlorade det sin giltighet.

## Geografi
Örkeneds landskommun omfattade den 1 januari 1952 en areal av 236,36 km², varav 224,55 km² land.

### Tätorter i kommunen 1960
I Örkeneds landskommun fanns tätorten Lönsboda, som hade 1 700 invånare den 1 november 1960. Tätortsgraden i kommunen var då 43,1 procent.

## Politik

### Mandatfördelning i Örkeneds landskommun 1938-1970
| 3 | 11 |  | 4 | 3 | 3 |

| 25 |

| 3 | 11 | 4 | 3 | 4 |

| 25 |

| 3 | 10 | 6 | 4 | 2 |

| 23 |

| 2 | 11 | 5 | 5 | 2 |

| 22 |

| 3 | 11 | 4 | 4 | 3 |

| 22 |

| 2 | 11 | 5 | 4 | 3 |

| 21 | 4 |

| 2 | 12 | 5 | 4 | 2 |

| 21 | 4 |

| 2 | 11 | 6 | 4 | 2 |

| 22 |

| 2 | 11 | 7 | 3 | 2 |

| 20 | 5 |

### Mandatfördelning i Lönsboda municipalsamhälle 1962
| 2 | 10 | 6 | 2 |

| 19 |